# Sergio Sendel
Arnoldo Sergio Santaella Sendel (Cidade do México, 4 de novembro de 1966) é um ator mexicano de televisão, e dublador de filmes. No Brasil, tornou-se popular por interpretar vilões de telenovelas como La Otra, Heridas de amor, Mañana es para siempre, Destilando amor e Lo que la vida me robó.

## Biografia
Em 1995 participou no cinema Zapatos viejos ao lado de Gloria Trevi. Sua carreira na televisão começou na telenovela Cuando llega el amor, em uma pequena participação ao lado da atriz Lucero.
Ator multifacetado Sendel também demonstrou suas habilidades como um comediante. Em suas atuações estão Mi Amiga la Gorda, onde dividiu o palco com Silvia Pasquel.
De acordo com declarações feitas por Sendel nunca incomodou a reproduzi-lo sempre do lado dos "maus", considerando que a população tenha crescido acostumado a vê-lo nesses papéis. No entanto, em 2004, pelas mãos de Ernesto Alonso fez sua estreia como protagonista Amarte es mi pecado. Em 2005 interpretou seu segundo protagonista na telenovela La esposa virgen, onde era um militar personifica.
Além de seus planos no campo musical, ele fez uma fotonovela ao lado Arleth Terán, gênero no qual ele trabalhou durante muito tempo no início de sua carreira.
Voltou a fazer um vilão na novela Heridas de amor, junto com Diana Bracho. Outras novelas em que ele interpretou antagonistas foram La Otra (2002), Destilando amor (2007), Mañana es para siempre (2008), Una familia con suerte (2011-2012), Lo que la vida me robó (2013-2014).

## Vida pessoal
Ele é o sobrinho de Virgínia Sendel, fundadora da associação de caridade Michu Mau. Foi casado com Marcela Rodríguez entre 1996 e 2012 e dois filhos gêmeos, sendo Graco e Valeria.

## Filmografia

### Televisão
| Ano  | Título                              | Personagem                   | Notes                                   |
| ---- | ----------------------------------- | ---------------------------- | --------------------------------------- |
| 1989 | Cuando llega el amor                | Chicles                      |                                         |
| 1990 | Mi pequeña Soledad                  | Gustavo 'Tavo'               |                                         |
| 1991 | Alcanzar una estrella II            | Rico                         |                                         |
| 1991 | Al filo de la muerte                | Hugo                         |                                         |
| 1991 | Muchachitas                         | Pedro Ortigoza Domínguez     |                                         |
| 1992 | Mágica juventud                     | Leonardo Grimaldi Retana     |                                         |
| 1993 | Dos mujeres, un camino              | Raymundo Soto #2             |                                         |
| 1994 | Mujer, casos de la vida real        | —                            | Episódio: "Nunca mas"                   |
| 1995 | El premio mayor                     | Luis Gerardo Domínguez       |                                         |
| 1997 | Mujer, casos de la vida real        | —                            | Episódio: "El golpe que mata"           |
| 1997 | Mujer, casos de la vida real        | Fred                         | Episódio: "El landru de guerrero"       |
| 1997 | Los hijos de nadie                  | Mauricio                     |                                         |
| 1999 | Tres mujeres                        | Adrián de la Fuente          |                                         |
| 2000 | Ramona                              | Sheriff Jack Green           |                                         |
| 2001 | Amigas y Rivales                    | Ele mesmo                    | Episódio: "26 de fevereiro de 2001"     |
| 2001 | Mujer bonita                        | Miguel                       |                                         |
| 2001 | La intrusa                          | Danilo Roldán Limantur       |                                         |
| 2002 | La Otra                             | Adrián Ibáñez                |                                         |
| 2004 | Amarte es mi pecado                 | Arturo Sandoval de Anda      |                                         |
| 2005 | La esposa virgen                    | Fernando Ortiz Betancourt    |                                         |
| 2006 | Heridas de Amor                     | César Beltrán Campuzano      |                                         |
| 2007 | Destilando amor                     | Aarón Montalvo Iturbe        |                                         |
| 2008 | Incognito                           | Ele mesmo                    | Episódio: "Los escándalos de Incógnito" |
| 2008 | Mañana es para siempre              | Damián Gallardo Roa          |                                         |
| 2011 | Una familia con suerte              | Vicente Irabien Rubalcaba    |                                         |
| 2013 | Lo que la vida me robó              | Pedro Medina                 |                                         |
| 2015 | Lo imperdonable                     | Emiliano Prado-Castelo Duran |                                         |
| 2019 | Juntos el corazón nunca se equivoca | Ubaldo Ortega Fabela         |                                         |
| 2021 | Mi fortuna es amarte                | Adrián Cantú Garza           |                                         |
| 2023 | Golpe de suerte                     | Dante Ferrer                 |                                         |
| 2024 | El Conde: Amor y honor              | Gerardo Villarreal           |                                         |

### Cinema
- Ice Age (Dublagem) (2002)
- Zapatos viejos (1993)
- Alma negra, magia blanca (1991)

## Teatro
- El matrimonio perjudica seriamente la salud (2018) - com Itatí Cantoral.

## Prêmios e Indicações
| Ano  | Festival                  | Categoria                | Nomeações              | Resultado |
| ---- | ------------------------- | ------------------------ | ---------------------- | --------- |
| 2003 | Prêmio TVyNovelas         | Melhor Vilão             | La otra                | Indicado  |
| 2003 | Prêmio INTE Internacional | Melhor Ator Coadjuvante  | La otra                | Indicado  |
| 2004 | Prêmio TVyNovelas         | Melhor Ator Protagonista | Amarte es mi pecado    | Indicado  |
| 2007 | Prêmio TVyNovelas         | Melhor Ator Antagonista  | Heridas de amor        | Indicado  |
| 2008 | Prêmios Bravo             | Melhor Ator Antagônico   | Destilando amor        | Venceu    |
| 2008 | Prêmio TVyNovelas         | Melhor Ator Antagonista  | Destilando amor        | Venceu    |
| 2008 | Prêmios Fama de 2008      | Melhor Vilão             | Destilando amor        | Venceu    |
| 2009 | Prêmios People en Español | Melhor Vilão             | Mañana es para siempre | Indicado  |
| 2012 | Prêmios People en Español | Melhor Vilão             | Una familia con suerte | Indicado  |
| 2014 | Prêmios People en Español | Melhor Vilão             | Lo que la vida me robó | Venceu    |
| 2015 | Prêmio TVyNovelas         | Melhor Ator Antagonista  | Lo que la vida me robó | Indicado  |